# Kalev Ots
Kalev Ots (ur. 11 stycznia 1949 w Valmie w powiecie Viljandi) – estoński działacz państwowy, wojskowy i polityk, od 2003 głowa państwa estońskiego (rządu emigracyjnego w Nõmme). 

## Życiorys
Wywodzi się z rodziny opozycyjnej wobec radzieckiego komunizmu (jego ojciec i ojczym byli więźniami sowieckich obozów). W 1973 ukończył tallińską Politechnikę, po czym pracował jako naukowiec. 
W 1989 zaangażował się w działalność Estońskiej Narodowej Partii Niepodległości (est. Eesti Rahvusliku Sõltumatuse Partei, ERSP), którą opuścił dwa lata później w proteście przeciwko uznaniu przez nią wywodzących się z czasów sowieckich władz II Republiki Estonii. Założył Centrową Partię Estońskich Obywateli (Eesti Kodanike Keskerakond, EKKE). 
W 1991 jako członek Ligi Obronnej uczestniczył w obronie siedziby tallińskiego radia przed armią radziecką. W latach 1991–1996 służył w armii II Republiki. 
W 1992 po rozłamie w łonie emigracji estońskiej na skutek rozbieżności co do uznania II Republiki za legalną sukcesorkę przedwojennego państwa estońskiego premier pełniący obowiązki prezydenta I Republiki Mihkel Mathiesen mianował go szefem rządu Estonii i jej ministrem edukacji. 
Po śmierci Mihkela Mathiesena na jesieni 2003 objął na mocy konstytucji z 1938 urząd premiera pełniącego obowiązki prezydenta (est. Peaminister Vabariigi Presidendi ülesandeis, de facto został więc głową państwa). 7 grudnia tego roku mianował Ahti Mända p.o. premiera Estonii i ministrem sprawiedliwości. 
Żoną Kaleva Otsa jest Kersti Müürsepp, mają razem córkę i syna. Od 1975 zamieszkuje w Nõmme pod Tallinnem, gdzie od 1992 ma swoją siedzibę emigracyjny rząd Estonii. 